# Калиццано
Калиццано (итал. Calizzano) — коммуна в Италии, располагается в регионе Лигурия, в провинции Савона.
Население составляет 1585 человек (2008 г.), плотность населения составляет 25 чел./км². Занимает площадь 63 км². Почтовый индекс — 17020. Телефонный код — 019.
Покровительницей коммуны почитается Пресвятая Богородица (Madonna delle Grazie), празднование 2 июля.

## Демография
Динамика населения: